# Lehendakari

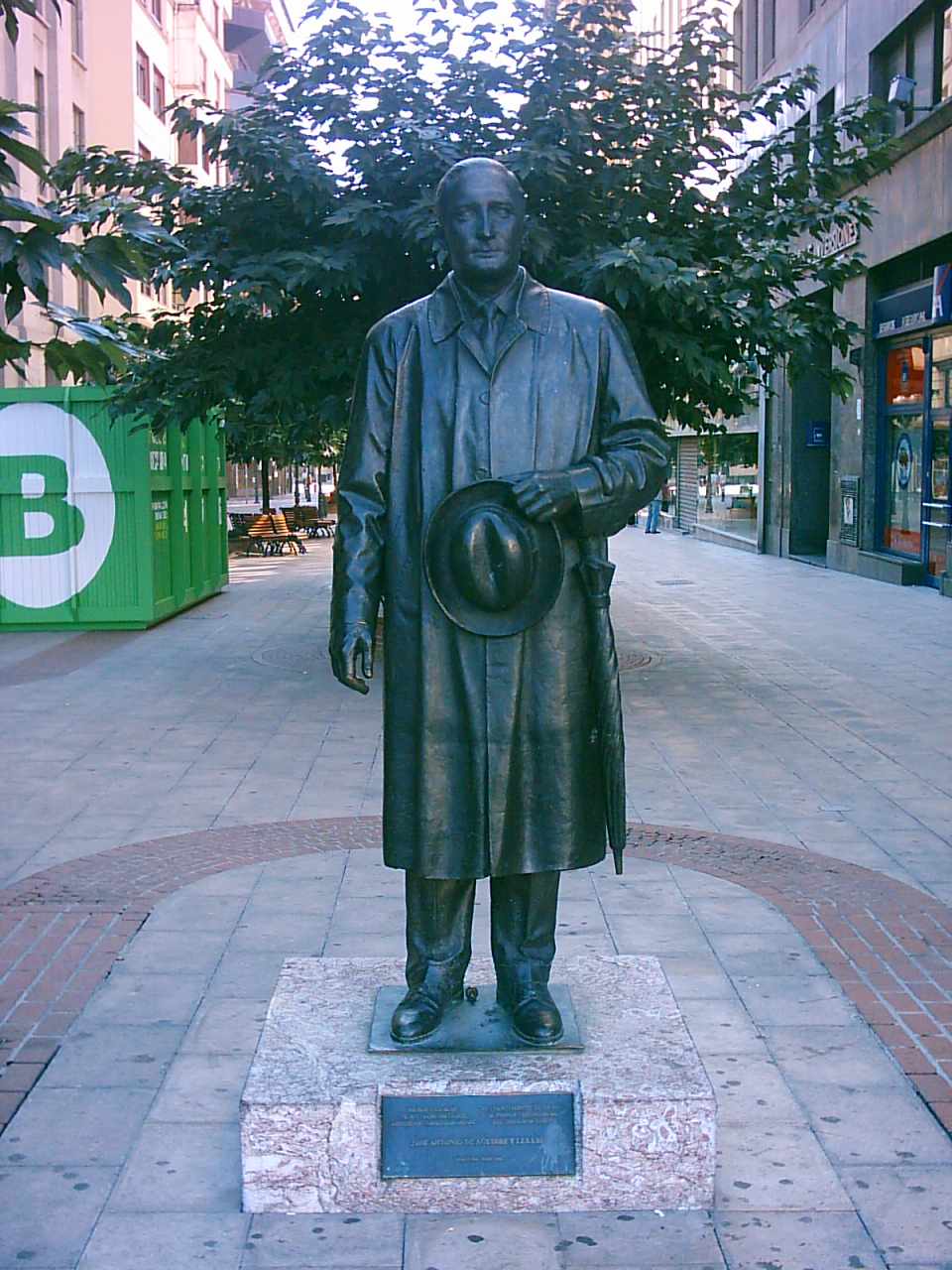
Standbeeld van Aguirre (in Bilbao)

De Lehendakari (Nederlands: Eersteling) is de president van de Spaanse autonome regio Baskenland. Officieel luidt zijn titel Eusko Jaurlaritzako Lehendakari ("President van de Baskische Regering"). Vroeger werd Lehendakari ook gespeld als Lendakari. De huidige Lehendakari is Iñigo Urkullu, sinds december 2012.
De eerste Lehendakari van Baskenland was José Antonio Aguirre in 1936. In 1937 werd Baskenland bezet door de troepen van generaal Francisco Franco en moest Aguirre Baskenland ontvluchten. Van 1937 tot 1960 was Aguirre Lehendakari van de Baskische regering in ballingschap. Jesús María de Leizaola volgde Aguirre op en was tot 1978 Lehendakari in ballingschap. In 1979 werd de Baskische autonomie hersteld en sindsdien zit de Lehendakari de Baskische regering voor. 
Tot maart 2009 kwamen alle Lehendakari van de PNV (Baskische Nationalistische Partij). Na de regionale verkiezingen van maart 2009 weet een coalitie van de (nationale) socialistische arbeiderspartij PSOE en de conservatieve PP de macht over te nemen.  De socialist Patxi López werd Lehendakari. In december 2012 kwam de macht weer terug bij de PNV met Iñigo Urkullu als "Lehendakari".